# Jodis nanda
Jodis nanda là một loài bướm đêm trong họ Geometridae.